# Archytas pseudodaemon
Archytas pseudodaemon là một loài ruồi trong họ Tachinidae.